# News of the World (album)
Pour les articles homonymes, voir News of the World.
Albums de Queen
A Day at the Races
(1976) Jazz
(1978)
Singles
1. We Are the Champions / We Will Rock You
Sortie : 7 octobre 1977
2. Spread Your Wings
Sortie : 10 février 1978
3. It's Late
Sortie : 25 avril 1978 (USA, Can., NZ et Jap.)

News of the World est le 6e album du groupe de rock britannique Queen, sorti en 1977. Cet album a été l'un des grands succès de Queen, grâce aux deux tubes We Will Rock You et We Are the Champions. Il a été décrit comme « le dernier album de la période classique » du groupe.

## Historique
Le titre de l'album est emprunté à l'ancien journal tabloïd britannique News of the World.
La pochette vert sombre est dominée par un robot métallique qui tient dans ses mains les membres blessés du groupe Queen. Cette pochette, réalisée par Frank Kelly Freas, rompt avec la série des pochettes des albums précédents qui arboraient le logo ou la photo du groupe. Le dessin est inspiré de la couverture de la nouvelle de Tom Godwin intitulée The Gulf Between et publiée dans Astounding, en octobre 1953. Et ce, à la demande du batteur Roger Taylor, fan de science-fiction. En outre, sur la photo intérieure de l'album, trois des quatre membres de Queen ont fait couper leurs cheveux longs, seul Brian May conserve sa chevelure bouclée.
Si la pochette et le look de Queen 1977 est une rupture, la musique et l'ambiance de News of the World infléchit aussi le style du groupe. Le son est plus moderne et plus rock. Au rayon des nouveautés originales se trouvent des sons jazzy et bluesy (Sleeping on the Sidewalk et My Melancholy Blues) qui annoncent le titre de leur prochain album Jazz qui, paradoxalement, comprendra moins de références à ce style que News of the World. Une des raisons de cette rupture musicale est le rééquilibrage du nombre de compositions par chaque membre du groupe. Pour la 1re fois Freddie Mercury a composé moins de chansons que Brian May, qui se taille la part du lion avec quatre morceaux. Roger Taylor et John Deacon signent quant à eux un 2e morceau sur cet album.
Les deux gros titres de l'album, qui sortiront sur un même 45 tours (l'un en face A et l'autre en face B selon les pays), We Will Rock You et We Are the Champions, deviendront les deux hymnes du groupe et ceux des sportifs. Ils ouvrent de façon magistrale ce 6e opus de Queen et ils seront joués à chaque fin de concert avant God Save The Queen. We Will Rock You, avec son rythme lourd exécuté par des tappements de pieds et clappements de mains, monopolisera la 1re place des hits-parades français pendant six semaines tandis que We Are the Champions, ballade signée Mercury, se classera dans les 1res places des charts étrangers. À la suite de ces deux morceaux rapides, Sheer Heart Attack de Roger Taylor, est un clin d'œil au mouvement punk, alors en pleine gloire en cette année 1977. Le batteur l'avait écrit pour l'album homonyme sorti en 1974 mais, selon Freddie Mercury, il « n'était pas encore complètement au point ». Le reste de l'album étant plus classique, à noter toutefois le 3e 45 tours, la ballade Spread Your Wings (de John Deacon) et le morceau rock décalé de Mercury Get Down Make Love.
Avec cette touche plus moderne et « moins Queen », News of the World connait un succès plus relatif que les albums précédents, notamment au Royaume-Uni où il se classe seulement 4e. Paradoxalement, c'est l'album qui lance la carrière de Queen en France grâce au hit We Will Rock You.

## Classements et certifications
| Pays                                    | Meilleure position |
| --------------------------------------- | ------------------ |
| Allemagne de l'Ouest (Media Control AG) | 7                  |
| Autriche (Ö3 Austria Top 40)            | 9                  |
| Canada (RPM Top Albums)                 | 2                  |
| États-Unis (Billboard 200)              | 3                  |
| Norvège (VG-lista)                      | 4                  |
| Nouvelle-Zélande (RIANZ)                | 15                 |
| Pays-Bas (Mega Album Top 100)           | 1                  |
| Royaume-Uni (UK Albums Chart)           | 4                  |
| Suède (Sverigetopplistan)               | 9                  |

| Pays                  | Ventes      | Certifications |
| --------------------- | ----------- | -------------- |
| Allemagne (BVMI)      | 500 000 +   | Platine        |
| Canada (Music Canada) | 300 000 +   | 3 × Platine    |
| États-Unis (RIAA)     | 4 000 000 + | 4 × Platine    |
| France (SNEP)         | 100 000 +   | Or             |
| Pays-Bas (NVPI)       | 100 000 +   | Platine        |
| Pologne (ZPAV)        | 20 000 +    | Platine        |
| Royaume-Uni (BPI)     | 100 000 +   | Or             |
| Suisse (IFPI)         | 50 000 +    | Platine        |

## Fiche technique

### Titres
| 1. | We Will Rock You      | Brian May       | 2:00 |
| 2. | We Are the Champions  | Freddie Mercury | 3:00 |
| 3. | Sheer Heart Attack    | Roger Taylor    | 3:22 |
| 4. | All Dead, All Dead    | Brian May       | 2:57 |
| 5. | Spread Your Wings     | John Deacon     | 4:21 |
| 6. | Fight From the Inside | Roger Taylor    | 2:58 |

| 1. | Get Down Make Love       | Freddie Mercury | 3:40 |
| 2. | Sleeping on the Sidewalk | Brian May       | 2:50 |
| 3. | Who Needs You            | John Deacon     | 3:02 |
| 4. | It's Late                | Brian May       | 6:20 |
| 5. | My Melancholy Blues      | Freddie Mercury | 3:18 |

| 1. | Feelings Feelings (Take 10, July 1977)               | 1:54 |
| 2. | Spread Your Wings (BBC session, October 1977)        | 5:25 |
| 3. | My Melancholy Blues (BBC session, October 1977)      | 3:12 |
| 4. | Sheer Heart Attack (Live in Paris, 28 February 1979) | 3:34 |
| 5. | We Will Rock You (Live in Tokyo, November 1982)      | 2:54 |

### Musiciens
- Freddie Mercury - piano, chœurs, chant sur tous les morceaux sauf All Dead, All Dead, Fight from the Inside et Sleeping on the Sidewalk , cloche sur Who Needs You
- Brian May - guitares électriques et classiques, chœurs, chant sur All Dead, All Dead et Sleeping on the Sidewalk, piano sur All Dead, All Dead, maracas sur Who Needs You
- John Deacon - basse sur tous les morceaux sauf Sheer Heart Attack et Fight from the Inside, guitare acoustique sur Spread Your Wings et guitare classique sur Who Needs You
- Roger Taylor - batterie, chœurs, chant sur Fight from the Inside, basse et guitare rythmique sur Sheer Heart Attack et Fight from the Inside